# Pierre-Marie Carré
Pierre-Marie Joseph Carré (Serques, 22 aprile 1947) è un arcivescovo cattolico francese, dal 9 luglio 2022 arcivescovo emerito di Montpellier.

## Biografia

### Formazione e ministero sacerdotale
Dopo aver iniziato la sua formazione presso il seminario maggiore di Bordeaux, ha continuato i suoi studi a Roma, ottenendo una laurea in teologia alla Pontificia Università Gregoriana e una laurea in Sacre scritture all'Istituto biblico.
Ordinato sacerdote il 7 settembre 1974 per la diocesi di Agen, ha tenuto ministeri parrocchiali, in particolare come parroco del settore parrocchiale di Astaffort nel Lot-et-Garonne. Ha inoltre dedicato molti anni alla formazione dei sacerdoti, come superiore del 1º ciclo del seminario interdiocesano di Poitiers dal 1980 al 1989 e del 2º ciclo del seminario interdiocesano di Bordeaux dal 1989 al 1993 e come vicario episcopale responsabile della formazione dei sacerdoti e laici dal 1993 al 1995.
È stato vicario generale della diocesi di Agen dal 1995 al 2000, tranne nel biennio 1996-1997, quando è stato amministratore diocesano durante la vacanza della sede.

### Ministero episcopale
Nominato arcivescovo metropolita di Albi il 13 luglio 2000, è stato consacrato l'8 ottobre 2000.
Il 14 maggio 2010 papa Benedetto XVI lo ha nominato arcivescovo coadiutore di Montpellier. Il 3 giugno 2011 è succeduto alla medesima sede.
Nella Conferenza episcopale di Francia è stato presidente della Commissione dottrinale fino al luglio del 2013. È stato quindi eletto vicepresidente di quest'ultima. Dal novembre del 2009 è membro del gruppo di lavoro "Ecologia e ambiente" guidato da Marc Stenger.
Presso la Santa Sede dal 2011 è segretario speciale del Sinodo dei vescovi sulla nuova evangelizzazione per la trasmissione della fede cristiana.
Il 9 luglio 2022 papa Francesco ha accolto la sua rinuncia al governo pastorale dell'arcidiocesi di Montpellier per raggiunti limiti di età; gli è succeduto Norbert José Henri Turini, fino ad allora vescovo di Perpignano-Elne.
Dal 19 agosto 2023 al 1º settembre 2024 è stato amministratore apostolico di Agen.

## Genealogia episcopale e successione apostolica
La genealogia episcopale è:
- Cardinale Scipione Rebiba
- Cardinale Giulio Antonio Santori
- Cardinale Girolamo Bernerio, O.P.
- Arcivescovo Galeazzo Sanvitale
- Cardinale Ludovico Ludovisi
- Cardinale Luigi Caetani
- Cardinale Ulderico Carpegna
- Cardinale Paluzzo Paluzzi Altieri degli Albertoni
- Papa Benedetto XIII
- Papa Benedetto XIV
- Papa Clemente XIII
- Cardinale Marcantonio Colonna
- Cardinale Giacinto Sigismondo Gerdil, B.
- Cardinale Giulio Maria della Somaglia
- Cardinale Carlo Odescalchi, S.I.
- Vescovo Eugène de Mazenod, O.M.I.
- Cardinale Joseph Hippolyte Guibert, O.M.I.
- Cardinale François-Marie-Benjamin Richard de la Vergne
- Vescovo Marie-Prosper-Adolphe de Bonfils
- Cardinale Louis-Ernest Dubois
- Cardinale Georges-François-Xavier-Marie Grente
- Arcivescovo Marcel-Marie-Henri-Paul Dubois
- Cardinale Gabriel Auguste François Marty
- Arcivescovo Émile Marcus, P.S.S.
- Arcivescovo Pierre-Marie Joseph Carré

La successione apostolica è:
- Vescovo Benoît Bertrand (2019)
- Vescovo Alain Jean Louis Guellec (2019)